# B1A4 ADVENTURE 2015

## 소개
《B1A4 ADVENTURE 2015》는 대한민국의 아이돌 그룹 B1A4의 다섯 번째 단독 콘서트이다. 서울 콘서트의 장소는 연세대학교 노천극장으로, 처음으로 야외 무대에서 시도한 콘서트이기도 하다. 팬들은 이 콘서트를 줄여서 어벤콘이라고 부르기도 한다.

## 투어 일정
| 날짜      | 국가         | 도시         | 장소                             |
| 2015년    | 2015년       | 2015년       | 2015년                           |
| --------- | ------------ | ------------ | -------------------------------- |
| 9월 12일  | 대한민국     | 서울         | 연세대학교 노천극장              |
| 9월 13일  | 대한민국     | 서울         | 연세대학교 노천극장              |
| 11월 8일  | 미국         | 달라스       | Verizon Theatre at Grand Prairie |
| 11월 11일 | 멕시코       | 멕시코       | 360e Venue                       |
| 11월 13일 | 푸에르토리코 | 푸에르토리코 | Puerto Rico Convention Center    |
| 11월 29일 | 홍콩         | 홍콩         | Asia World Expo, Hall 10         |
| 12월 9일  | 핀란드       | 헬싱키       | The Circus                       |
| 12월 11일 | 독일         | 베를린       | Huxleys Neue Welt                |
| 12월 13일 | 스페인       | 마드리드     | Palacio Vistalegre               |

## 참고 문서
- B1A4